# Copa América 1999
Copa América 1999 bylo 39. mistrovství pořádané fotbalovou asociací CONMEBOL. Turnaje se zúčastnilo všech 10 členů CONMEBOL a navíc dva pozvané týmy ( Japonsko a  Mexiko). Vítězem se stala Brazilská fotbalová reprezentace.

## Základní skupiny
| Vysvětlivky | Vysvětlivky                                                                                            |
| ----------- | --- |
|             | Vítězové skupin, týmy na druhých místech a dva nejlepší týmy ze třetích míst postoupily do čtvrtfinále |

### Skupina A
| Tým      | B | Z | V | R | P | VG | IG |
| -------- | - | - | - | - | - | -- | -- |
| Paraguay | 7 | 3 | 2 | 1 | 0 | 5  | 0  |
| Peru     | 6 | 3 | 2 | 0 | 1 | 4  | 3  |
| Bolívie  | 2 | 3 | 0 | 2 | 1 | 1  | 2  |
| Japonsko | 1 | 3 | 0 | 1 | 2 | 3  | 8  |

| 29. června 1999 |     |         |                                                                         |
| Paraguay        | 0:0 | Bolívie | Estadio Defensores del Chaco, Asunción rozhodčí: Byron Moreno (Ekvádor) |
|                 |     |         | Estadio Defensores del Chaco, Asunción rozhodčí: Byron Moreno (Ekvádor) |

| 29. června 1999          |     |                    |                                                                        |
| Peru                     | 3:2 | Japonsko           | Estadio Defensores del Chaco, Asunción rozhodčí: Mario Sánchez (Chile) |
| Soto 70' Holsen 74', 81' |     | Popes 6' Miura 77' | Estadio Defensores del Chaco, Asunción rozhodčí: Mario Sánchez (Chile) |

| 2. července 1999                     |     |          |                                                                            |
| Paraguay                             | 4:0 | Japonsko | Estadio Defensores del Chaco, Asunción rozhodčí: Benito Archundia (Mexiko) |
| Benítez 18', 62' Santa Cruz 40', 86' |     |          | Estadio Defensores del Chaco, Asunción rozhodčí: Benito Archundia (Mexiko) |

| 2. července 1999 |     |         |                                                                             |
| Peru             | 1:0 | Bolívie | Estadio Defensores del Chaco, Asunción rozhodčí: Luis Solórzano (Venezuela) |
| Zúniga 87' 90'   |     |         | Estadio Defensores del Chaco, Asunción rozhodčí: Luis Solórzano (Venezuela) |

| 5. července 1999              |     |                            |                                                                                   |
| Bolívie                       | 1:1 | Japonsko                   | Monumental Rio Parapiti, Pedro Juan Caballero rozhodčí: Benito Archundia (Mexiko) |
| E. Sánchez 18' O. Sánchez 44' |     | Popes 75' (pen.) Ihara 82' | Monumental Rio Parapiti, Pedro Juan Caballero rozhodčí: Benito Archundia (Mexiko) |

| 5. července 1999 |     |      |                                                                                |
| Paraguay         | 1:0 | Peru | Monumental Río Parapití, Pedro Juan Caballero rozhodčí: Byron Moreno (Ekvádor) |
| Santa Cruz 88'   |     |      | Monumental Río Parapití, Pedro Juan Caballero rozhodčí: Byron Moreno (Ekvádor) |

### Skupina B
| Tým       | B | Z | V | R | P | VG | IG |
| --------- | - | - | - | - | - | -- | -- |
| Brazílie  | 9 | 3 | 3 | 0 | 0 | 10 | 1  |
| Mexiko    | 6 | 3 | 2 | 0 | 1 | 5  | 3  |
| Chile     | 3 | 3 | 1 | 0 | 2 | 3  | 2  |
| Venezuela | 0 | 3 | 0 | 0 | 3 | 1  | 13 |

| 30. června 1999                                                          |     |           |                                                                                      |
| Brazílie                                                                 | 7:0 | Venezuela | Estadio Antonio Oddone Sarubbi, Ciudad del Este rozhodčí: Bonifacio Núñez (Paraguay) |
| Ronaldo 28', 62' Emerson 40' Amoroso 54', 81' Ronaldinho 74' Rivaldo 82' |     |           | Estadio Antonio Oddone Sarubbi, Ciudad del Este rozhodčí: Bonifacio Núñez (Paraguay) |

| 30. června 1999 |     |               |                                                                                        |
| Chile           | 0:1 | Mexiko        | Estadio Antonio Oddone Sarubbi, Ciudad del Este rozhodčí: Horacio Elizondo (Argentina) |
|                 |     | Hernández 59' | Estadio Antonio Oddone Sarubbi, Ciudad del Este rozhodčí: Horacio Elizondo (Argentina) |

| 3. července 1999     |     |              |                                                                                    |
| Brazílie             | 2:1 | Mexiko       | Estadio Antonio Oddone Sarubbi, Ciudad del Este rozhodčí: Gustavo Méndez (Uruguay) |
| Amoroso 20' Alex 45' |     | Terrazas 74' | Estadio Antonio Oddone Sarubbi, Ciudad del Este rozhodčí: Gustavo Méndez (Uruguay) |

| 3. července 1999                                               |     |             |                                                                               |
| Chile                                                          | 3:0 | Venezuela   | Estadio Antonio Oddone Sarubbi, Ciudad del Este rozhodčí: Juan Luna (Bolívie) |
| Zamorano 5' Estay 21' Tortolero 66' (vl.) Vargas 39' Salas 69' |     | Alvarez 18' | Estadio Antonio Oddone Sarubbi, Ciudad del Este rozhodčí: Juan Luna (Bolívie) |

| 6. července 1999   |     |       |                                                                                        |
| Brazílie           | 1:0 | Chile | Estadio Antonio Oddone Sarubbi, Ciudad del Este rozhodčí: Horacio Elizondo (Argentina) |
| Ronaldo 36' (pen.) |     |       | Estadio Antonio Oddone Sarubbi, Ciudad del Este rozhodčí: Horacio Elizondo (Argentina) |

- Zápas předčasně ukončen v 85. minutě kvůli mlze. Výsledek ponechán v platnosti.

|                                |     |              |                                                                                      |
| Mexiko                         | 3:1 | Venezuela    | Estadio Antonio Oddone Sarubbi, Ciudad del Este rozhodčí: Bonifacio Núñez (Paraguay) |
| Blanco 21', 39' 84' Osorno 29' |     | Urdaneta 72' | Estadio Antonio Oddone Sarubbi, Ciudad del Este rozhodčí: Bonifacio Núñez (Paraguay) |

### Skupina C
| Tým       | B | Z | V | R | P | VG | IG |
| --------- | - | - | - | - | - | -- | -- |
| Kolumbie  | 9 | 3 | 3 | 0 | 0 | 6  | 1  |
| Argentina | 6 | 3 | 2 | 0 | 1 | 5  | 4  |
| Uruguay   | 3 | 3 | 1 | 0 | 2 | 2  | 4  |
| Ekvádor   | 0 | 3 | 0 | 0 | 3 | 3  | 7  |

| 1. července 1999             |     |              |                                                                    |
| Argentina                    | 3:1 | Ekvádor      | Estadio Feliciano Cáceres, Luque rozhodčí: Gilberto Hidalgo (Perú) |
| Simeone 12' Palermo 55', 61' |     | Kaviedes 77' | Estadio Feliciano Cáceres, Luque rozhodčí: Gilberto Hidalgo (Perú) |

| 1. července 1999         |     |             |                                                                            |
| Uruguay                  | 0:1 | Kolumbie    | Estadio General Pablo Rojas, Asunción rozhodčí: Wilson de Souza (Brazílie) |
| Pópez 67' Magallanes 90' |     | Bonilla 20' | Estadio General Pablo Rojas, Asunción rozhodčí: Wilson de Souza (Brazílie) |

| 4. července 1999 |     |                                          |                                                                     |
| Argentina        | 0:3 | Kolumbie                                 | Estadio Feliciano Cáceres, Luque rozhodčí: Ubaldo Aquino (Paraguay) |
| Zanetti 69'      |     | Córdoba 10' (pen.) Congo 79' Montaño 87' | Estadio Feliciano Cáceres, Luque rozhodčí: Ubaldo Aquino (Paraguay) |

- V tomto zápase Martín Palermo kopal 3 penalty a ani jednu z nich neproměnil.

| 4. července 1999  |     |              |                                                                  |
| Uruguay           | 2:1 | Ekvádor      | Estadio Feliciano Cáceres, Luque rozhodčí: Mario Sánchez (Chile) |
| Zalayeta 72', 74' |     | Kaviedes 78' | Estadio Feliciano Cáceres, Luque rozhodčí: Mario Sánchez (Chile) |

| 7. července 1999 |     |                                        |                                                                    |
| Uruguay          | 0:2 | Argentina                              | Estadio Feliciano Cáceres, Luque rozhodčí: Masayoshi Okada (Japan) |
|                  |     | Kily González 1' Palermo 56' Vivas 73' | Estadio Feliciano Cáceres, Luque rozhodčí: Masayoshi Okada (Japan) |

| 7. července 1999        |     |              |                                                                    |
| Kolumbie                | 2:1 | Ekvádor      | Estadio Feliciano Cáceres, Luque rozhodčí: Gilberto Hidalgo (Perú) |
| Morantes 37' Ricard 39' |     | Graziani 50' | Estadio Feliciano Cáceres, Luque rozhodčí: Gilberto Hidalgo (Perú) |

### Žebříček týmů na třetích místech
První dva týmy na třetích místech postoupily také do čtvrtfinále.
| Skupina | Tým     | B | Z | V | R | P | VG | IG |
| ------- | ------- | - | - | - | - | - | -- | -- |
| B       | Chile   | 3 | 3 | 1 | 0 | 2 | 3  | 2  |
| C       | Uruguay | 3 | 3 | 1 | 0 | 2 | 2  | 4  |
| A       | Bolívie | 2 | 3 | 0 | 2 | 1 | 1  | 2  |

## Play off

### Čtvrtfinále
| 10. července 1999                     |     |                                   |                                                                             |
| Mexiko                                | 3:3 | Peru                              | Estadio Defensores del Chaco, Asunción rozhodčí: Wilson de Souza (Brazílie) |
| Hernández 28', 33' (pen.) Torrado 87' |     | Palacios 6' Pereda 15' Solano 40' | Estadio Defensores del Chaco, Asunción rozhodčí: Wilson de Souza (Brazílie) |

|                               |     | Penaltový rozstřel                  |  |
| Suárez Terrazas García Zepeda | 4:2 | Solano Jorge Soto José Soto Reynoso |  |

| 10. července 1999 |     |             |                                                                        |
| Uruguay           | 1:1 | Paraguay    | Estadio Defensores del Chaco, Asunción rozhodčí: Oscar Ruiz (Kolumbie) |
| Zalayeta 65'      |     | Benítez 15' | Estadio Defensores del Chaco, Asunción rozhodčí: Oscar Ruiz (Kolumbie) |

|                                             |     | Penaltový rozstřel           |  |
| Fleurquín Guigou Alonso Zalayeta Magallanes | 5:3 | Acuña Gamarra Enciso Benítez |  |

| 11. července 1999           |     |                       |                                                                      |
| Chile                       | 3:2 | Kolumbie              | Estadio Feliciano Cáceres, Luque rozhodčí: Benito Archundia (Mexiko) |
| Reyes 25', 50' Zamorano 65' |     | Bolaño 7' Bonilla 35' | Estadio Feliciano Cáceres, Luque rozhodčí: Benito Archundia (Mexiko) |

| 11. července 1999       |     |           |                                                                                    |
| Brazílie                | 2:1 | Argentina | Estadio Antonio Oddone Sarubbi, Ciudad del Este rozhodčí: Gustavo Méndez (Uruguay) |
| Rivaldo 32' Ronaldo 48' |     | Sorín 10' | Estadio Antonio Oddone Sarubbi, Ciudad del Este rozhodčí: Gustavo Méndez (Uruguay) |

### Semifinále
| 13. července 1999 |     |              |                                                                           |
| Uruguay           | 1:1 | Chile        | Estadio Defensores del Chaco, Asunción rozhodčí: Ubaldo Aquino (Paraguay) |
| Pembo 22'         |     | Zamorano 73' | Estadio Defensores del Chaco, Asunción rozhodčí: Ubaldo Aquino (Paraguay) |

|                                             |     | Penaltový rozstřel        |  |
| Rel Campo Guigou Alonso Zalayeta Magallanes | 5:3 | Vargas Aros Pizarro Reyes |  |

| 14. července 1999       |     |        |                                                                                  |
| Brazílie                | 2:0 | Mexiko | Estadio Antonio Oddone Sarubbi, Ciudad del Este rozhodčí: Byron Moreno (Ekvádor) |
| Amoroso 24' Rivaldo 42' |     |        | Estadio Antonio Oddone Sarubbi, Ciudad del Este rozhodčí: Byron Moreno (Ekvádor) |

### O 3. místo
| 17. července 1999 |     |                         |                                                                               |
| Chile             | 1:2 | Mexiko                  | Estadio Defensores del Chaco, Asunción rozhodčí: Horacio Elizondo (Argentina) |
| Palacios 81'      |     | Palencia 26' Zepeda 87' | Estadio Defensores del Chaco, Asunción rozhodčí: Horacio Elizondo (Argentina) |

### Finále
| 18. července 1999            |     |         |                                                                               |
| Brazílie                     | 3:0 | Uruguay | Estadio Defensores del Chaco, Asunción rozhodčí: Oscar Julián Ruiz (Kolumbie) |
| Rivaldo 20', 27' Ronaldo 46' |     |         | Estadio Defensores del Chaco, Asunción rozhodčí: Oscar Julián Ruiz (Kolumbie) |

## Vítěz
| Copa América 1999 Brazílie (6. vítězství) Soupiska: Dida, Cafu, Odvan, Antônio Carlos, Emerson, Roberto Carlos, Amoroso, Vampeta, Ronaldo, Rivaldo, Alex, Marcos, Evanílson, César Belli, João Carlos, Serginho, Marcos Paulo, Flávio Conceição, Beto, Christian, Ronaldinho, Zé Roberto Trenér: Vanderlei Luxemburgo |